# Course de côte Ampus - Draguignan
La Course de côte Ampus - Draguignan appelée familièrement par les Dracénois la "côte d'Ampus" était une compétition automobile organisée par l'Automobile Club du Var (l'ACV) durant trois jours au mois d'avril (parfois mars) et empruntant la route départementale n°49 sur environ sept kilomètres (la moitié du trajet Ampus-Draguignan). Elle était ouverte à des véhicules de tourisme, de production, des prototypes, des monoplaces... mais aussi à des motocyclettes, des side-cars, et même à des vélos, à ses débuts.

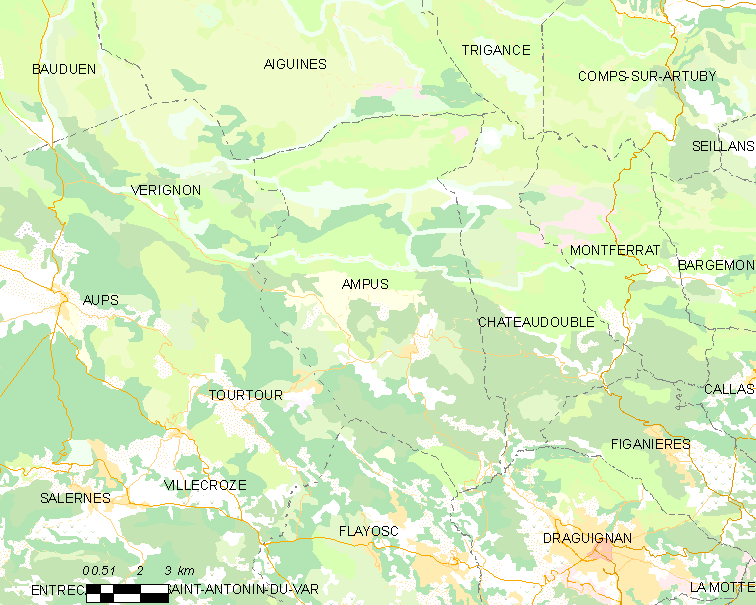
Ampus-Draguignan.

## Histoire

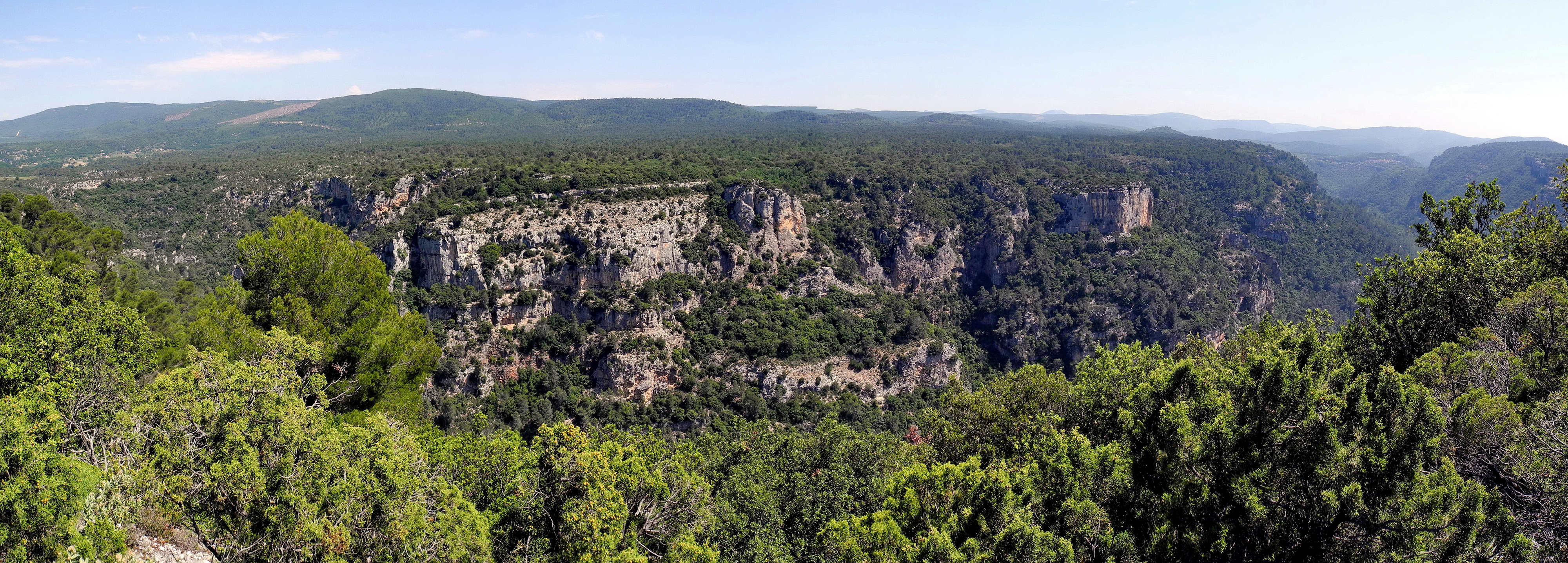
Vallée de la Nartuby d'Ampus.

Courue avant-guerre entre 1923 et 1938, mais non disputée de 1928 à 1934, exclusivement réservée alors aux motos, elle reprit son cours en 1948 durant quelques années.
Elle se tint enfin régulièrement durant plus de vingt ans de 1965 (un 11 avril) à 1986, et fut intégrée au championnat d'Europe de la montagne en 1972 (deux meilleures ascensions cumulées), jusqu'à sa disparition. Elle se nomma désormais la Course de côte nationale (internationale dès 1967) Automobile d'Ampus, et fut réservée aux voitures (sauf exceptionnellement en 1968) sur un dénivelé de 377 mètres avec une pente de 5,5 % en moyenne.
Pour son antépénultième édition, la compétition ne fut pas comptabilisée en championnat d'Europe.
Des pilotes tels Jean Rolland (1965), Jean Ortelli (entre 1970 et 1973), Franck Alesi (1973, père de Jean Alesi), Sepp Greger (1973), Guy Fréquelin (1973), Mauro Nesti (en 1973 vainqueur du Groupe 5/7, et en 1985 vainqueur du Groupe 6), Herbert Stenger et Rolf Göring dans les années 1980, y participèrent.
En 1971, les Formule 2 furent admises.
Durant ses années comme manche continentale, elle rassembla le long de son trajet jusqu'à 20 000 spectateurs en moyenne par an au début des années 1970, pour un maximum de 220 pilotes inscrits.
En 1986 Johnny Hallyday, passionné de vitesse, recherche une course "facile" à laquelle participer. André Dessoude lui suggère la Course de la Côte d'Ampus. La star se rendra sur place pour évaluer les difficultés. Il contacte Gérard Xiberras mais le courant ne passe pas entre les deux hommes. Ce dernier prendra cette décision pour un caprice du chanteur. Arrivé sur les lieux Johnny Hallyday sera déçu par l'accueil qui lui est fait. Pourtant, au départ, cela commence bien, l'effectif l'accompagnant est réduit, pas de curieux et la route est peu fréquenté à cette époque. Bien vite les contretemps s'accumulent. Le véhicule d'essai, une Citroën Visa Rallye, n'a rien d'un bolide et reste poussif. Deux accompagnateurs de la "virée" n'arrivent pas à se mettre d'accord sur le point de départ de la course, on propose d'aller chercher les cartes en ville. L'élan à prendre dépendant du positionnement de la ligne de départ. Le malaise s'installe. L'"Idole des Jeunes" se sent un temps épié, le soleil commence à se coucher, il faut en finir. En patientant le soir à l'hôtel le comité l'entourant apprendra que Johnny a repris la direction de Paris sans attendre. "Pas même un autographe" remarquera-t-on. Mais convaincu par sa passion, le chanteur persévèrera dans la course automobile de rally. Il participera par la suite au plus célèbre des rallyes-raids derrière le volant, le Paris-Dakkar, terminant à la 49e place de la course. Plus tard, André Dessoude l'entendra dire qu'il tenait là une belle revanche sur ceux qui n'ont pas cru en lui à cette époque. Gérard Xiberras le félicitera de façon "fair-play". Hallyday conclura en disant de lui que "...gentleman de sa part, mais enfin pour un pilote, il a eu du retard à l'allumage".

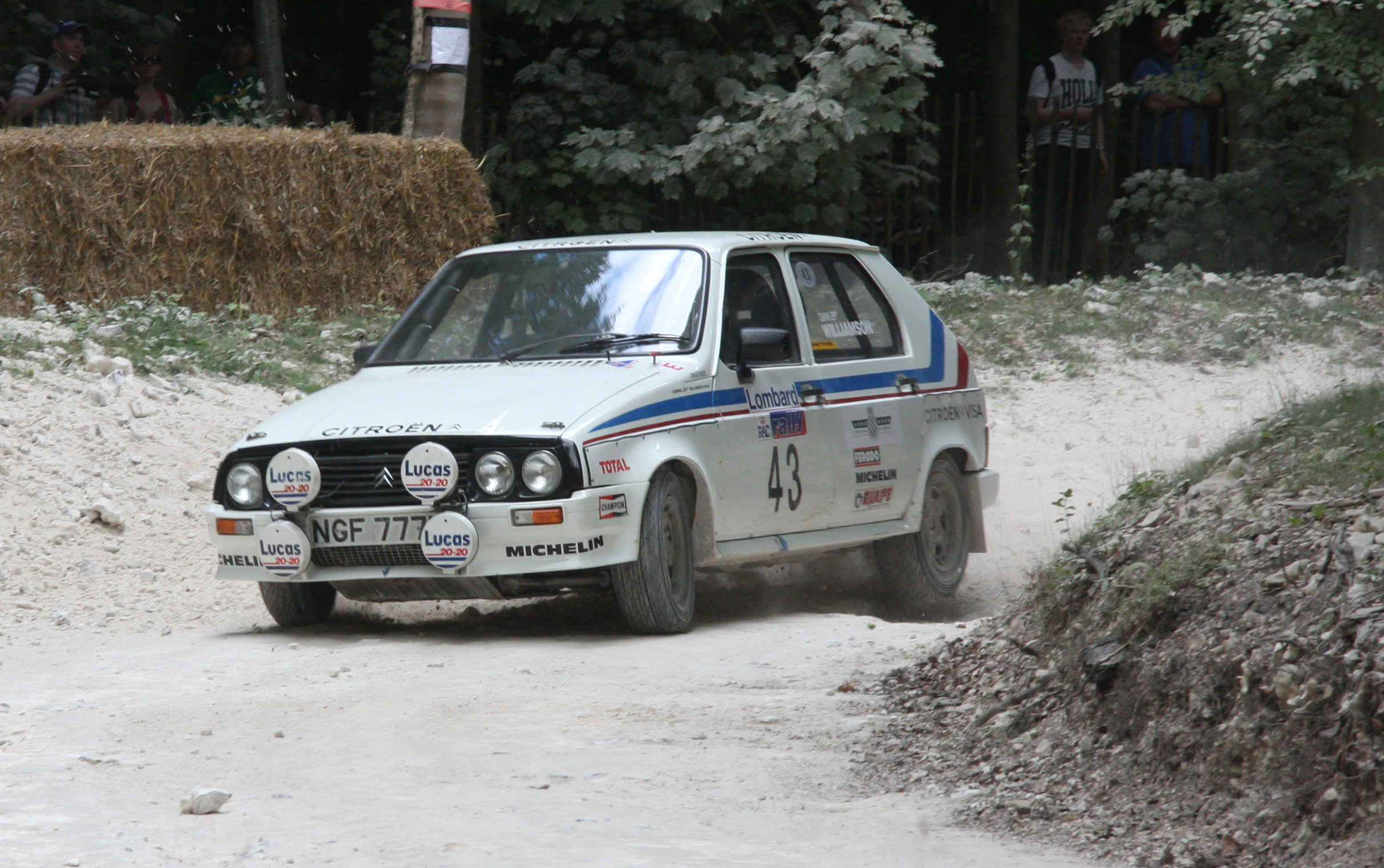
Une Citroën Visa Rallye.

Il est arrivé que le Critérium Automobile 83, rallye organisé par l'ASA Draguignan-Verdon, emprunte le tracé inversé de la course, comme en 2009.

## Palmarès depuis 1965
| Année                                              | Pilote             | Voiture               |
| -------------------------------------------------- | ------------------ | --------------------- |
| 1965                                               | Jean Clément       | Porsche 904           |
| 1966                                               | Claude Meguetounif | Morris Mini Cooper S  |
| 1967                                               | Johannes Ortner    | Abarth 2000           |
| 1968                                               | Peter Schetty      | Abarth 2000           |
| 1969                                               | Peter Schetty      | Ferrari 512S          |
| 1970                                               | Mario Casoni       | Abarth 2000           |
| 1971                                               | Franco Pilone      | Abarth 3000           |
| 1972                                               | Xavier Perrot      | March F2              |
| 1973                                               | Jimmy Mieusset     | March 722 F022        |
| 1974                                               | Jimmy Mieusset     | March 742-BMW F2      |
| 1975                                               | Jimmy Mieusset     | March 742-BMW F2      |
| 1976                                               | Pierre Maublanc    | March 762-BMW         |
| 1977                                               | Pierre Maublanc    | March 772-BMW         |
| 1978                                               | Christian Debias   | Ralt RT2-BMW          |
| 1979                                               | Max Mamers         | March 782-BMW         |
| 1980                                               | Max Mamers         | March 782-BMW         |
| 1981                                               | Marc Sourd         | Martini Mk 31-ROC     |
| 1982                                               | Marcel Tarrès      | Martini Mk 25-BMW     |
| 1983                                               | Gérard Xiberras    | Lola T298-BMW (Proto) |
| 1984                                               | Gérard Xiberras    | Lola T298-BMW (Proto) |
| 1985                                               | Marcel Tarrès      | Martini Mk 43-BMW     |
| 1986 (XIVe édition européenne, et dernière saison) | Marcel Tarrès      | Martini Mk 45-BMW     |

(nb: également seconds: Pierre Maublanc (1968), Johannes Ortner (1969), Daniel Rouveyran (1970), Jimmy Mieusset (1971, 1976, 1977 et 1978), Hervé Bayard (1972 et 1974), Yves Martin (1973), Mauro Nesti (1975, et 3e en 1983), Marc Sourd (1979 et 1980), Marcel Tarrès (1981 et 1984), et Christian Debias (1985 et 1986))